# 必殺! III 裏か表か
『必殺!III 裏か表か』（ひっさつ! スリー うらかおもてか）は、1986年に公開された松竹株式会社・朝日放送・京都映画撮影所（現・松竹撮影所）の制作の映画である。
監督は工藤栄一。
設定はテレビシリーズ『必殺仕事人V・激闘編』の後日談となっている。
キャッチコピーは「人が人を殺す だが 今は、金が人を殺す」、「神も仏も頼みにならず この世の恨みはこの世で晴らす―仕事人一同」。

## 概要
金融システムに支配された江戸社会に翻弄されながらもそれに抗う中村主水の姿を描いた作品となっている。娯楽に徹していた前2作とは違い、物語が進むに連れて重く暗く陰惨な展開になっていくのが特徴で、監督を務めた工藤の意向から、TVシリーズにおいて無双状態だった仕事人達が敵方の刺客の数の前に苦戦する演出が多く見受けられ、壱、参は本作で最期を遂げ、竜は生死不明になっている。
真砂屋によって、彼らと繋がっている奉行所の上役達によって次第に心身共に追い詰められていき、自らが陥れられた事実を悟った主水は、「昼行灯」の面影も既になく枡屋に殴りこみ、枡屋への暴行を制止する筆頭同心田中に「てめえは黙ってろ！」と怒鳴る。このように裏の姿を顕にしたような演出となっており、本作のタイトルである『裏か表か』は、（今作品の）主水には「裏の姿も表の姿も区別がつかない」という意味を表現している。

## あらすじ
ある日、両替商・枡屋仙右衛門（成田三樹夫）を強請っていた八丁堀同心・清原英三郎（川谷拓三）が謀殺される。その夜、通夜の席から行方を眩ましていた清原の妻おこう（松坂慶子）は、両替商組合肝煎・真砂屋徳次（伊武雅刀）を問い詰め、夫殺しの黒幕が徳次ら両替商組合であることを知る。
主水は清原とも関係のあったおしの（山田スミ子）から、枡屋に預けた20両の利息の取立てを頼まれて枡屋を訪れるが、枡屋は清原殺しをほのめかして逆に主水を脅す。
一方、枡屋をクビになり一家心中した彦松（岸部一徳）の無念を憂いた政は、主水に枡屋から墓代をふんだくるように頼むが、再び枡屋を訪れた主水の前に現れたのは真砂屋徳次であった。
能面顔で嘯く徳次に、主水は薄ら寒さと怒りを感じながらもその場を立ち去る。その帰り道、手練の刺客たちに命を狙われたのを手始めに、真砂屋の仕掛けた罠にじわじわと追い詰められていく主水。
そんな主水に、先代両替商組合肝煎の娘として今は店を受け継いだおこうが、金を牛耳る者の強さと恐ろしさを説き、この件から手を引くよう忠告するが、夫の仇の仲間となったおこうに主水はその忠告を怒りのままに無視する。
やがて、真砂屋が少女の命を殺めてまで自分を罠にはめたことを知ると、主水の怒りは頂点に達した。最早引き返せない所まで来た主水と真砂屋の私闘は、仲間の仕事人達を巻き込みながら、死ぬことでしか終わらない結末へと向かっていく。

## 登場人物

### 仕事人
中村主水
演 - 藤田まこと
同心・清原の死因を探り始め、その後、表の職場である奉行所にも見捨てられ、孤立無援の身で真砂屋との暗闘を繰り広げる。終盤では・・・
何でも屋の加代
演 - 鮎川いずみ
終盤で真砂屋の居所を突き止める大役を果たした。本作で一旦退場となる。
鍛冶屋の政
演 - 村上弘明
近所付き合いの仲であった彦松一家の心中が真砂屋の仕業であると憤慨し、主水に協力を求める。本作では最後まで生き残った一人。
組紐屋の竜
演 - 京本政樹
主水の危機を救うために登場。終盤の決戦において主水を真砂屋のもとへ行かせるべく囮となったが敢え無く惨死した。しかし完全に絶命した描写はなかった。
壱
演 - 柴俊夫
『激闘編』で主水たちと協力したはぐれ仕事人の一人。主水の危機を救うために真砂屋一味と戦うが、屋敷の斬り合いにおいて多勢の相手と刺し違え死亡した。
参
演 - 笑福亭鶴瓶
はぐれ仕事人の一人。『激闘編』20話を最後に姿を見せていなかったが、江戸に残っており、加代の長屋に居ついていた。今回は眼鏡をしておらず直接ポッペンの殺しを見せることはなかった。真砂屋の本拠地に潜伏中、犬に吠えられたことで見つかってしまい呆気なく惨殺された上に主水への見せしめとして晒し首となった。
飾り職人の秀
演 - 三田村邦彦
自身が惚れた少女おゆみに逃げられたことで自暴自棄になり江戸へ帰郷したが、おこうとの出会いでお互い惹かれていく。終盤で主水と再会、真砂屋との戦いで共闘する。最後の斬り込みでは殺し道具の簪を折られたため、珍しく刀を取っての泥臭い殺し合いを演じた。

### その他
中村せん / 中村りつ
演 - 菅井きん / 白木万理
主水が何かに躓き苦戦していると悟り激励する。しかし主水には何の励みにもならなかった。
筆頭同心・田中
演 - 山内としお
口うるさい主水の上司。少女を自殺させたという冤罪から獄門に掛けられようとした主水を、庇い立てる。
六平
演 - 妹尾友信
主水の部下である小物。枡屋を召し捕った。

### ゲスト
おこう
演 - 松坂慶子
本作のキー人物で、同心・清原の妻。清楚で品のある女性だが、旦那が殺されてからは実家の両替商組合肝煎となる。秀を雇い入れお互い惹かれあう。
清原英三郎
演 - 川谷拓三
主水の同僚。裏では金の集りで悪行を働いていたが、両替商の枡屋にせびったことが原因で謀殺される。
おゆみ
演 - 野坂クミ
秀が惚れた少女。銭欲に流され真砂屋に雇われるが、主水の暗殺とは知らなかった。途中、主水の前で自殺を図ると脅迫して塔に登るが、その際に真砂屋に雇われた男に突き落とされ無残な最期を迎えた。
枡屋仙右衛門
演 - 成田三樹夫
真砂屋に仕える両替商人。清原を殺した人物の一人として主水にしょっ引かれ拷問を受けるが途中、主水が仕事から外されることとなり中断。その後姿を見せていないためどうなったのかは言及されていない。
加納平馬
演 - 織本順吉
真砂屋と繋がっている与力。主水を飲みに誘い、酔わせた末待ち受けていた真砂屋の刺客達に引き渡すが、秀達の介入により失敗。真砂屋の屋敷にて殴り込みをかけてきた主水に襲い掛かるがまたしても失敗。必死に命乞いをするも、主水に無表情に斬り捨てられる。
彦松
演 - 岸部一徳
枡屋の勘定人。政の長屋の近所。自身の失態から家族と一家心中する。彼の自殺から主水の苦戦が始まるきっかけとなった。
真砂屋徳次
演 - 伊武雅刀
枡屋の代理人を名乗る悪人。圧倒的な刺客を自身の勢力に主水や秀たち仕事人の始末を企む。主水が駆け付けた際には既におこうによってその手に掛けられていた。
演者は沢田研二が予定されていたが、沢田が悪役を演ずることに難色を示したため変更された。
- 夢助 - ビートきよし
- 左楽 - レツゴー正児
- 梅市 - 佐川満男
- おさと - 三沢あけみ
- おしの - 山田スミ子
- 留守居役 - 遠藤太津朗
- 留守居役 - 岩尾正隆
- 勘定奉行所与力 - 西山辰夫
- 富山周平 - 須永克彦
- 久兵衛 - 北見唯一
- 弥助 - 松田明
- 亥助 - 奈辺悟
- 源次 - 栗田芳廣
- 地廻り - 下元年世、志茂山高也
- 岡場所の女 - 紅萬子

## スタッフ
- 監督 - 工藤栄一
- 製作 - 山内久司（朝日放送）・櫻井洋三（松竹）
- 製作補 - 高橋信仁
- 脚本 - 野上龍雄、保利吉紀、中村勝行
- 撮影 - 石原興
- 美術 - 太田誠一
- 編集 - 園井弘一
- 音楽 - 平尾昌晃

## 主題歌
- 三井由美子「やがて愛の日が」（ビクターレコード）

作詞：葵まさお、作曲：平尾昌晃、編曲：竜崎孝路
『必殺仕置人』の主題歌。

## 補足事項
- 今作において必殺で共演した三田村と鶴瓶は、『必殺仕事人V・激闘編』の次の作品である『必殺まっしぐら!』においてもレギュラーとして共演している。
- 藤田まことは、本作で第10回日本アカデミー賞最優秀主演男優賞の獲得を期待していたが、本作は同賞はおろかどの部門賞にもノミネートされずじまいに終わった。
- 物語中盤で主水が複数の刺客に追い詰められたり、クライマックスでは凄腕の達人である主水が死にもの狂いで斬り合いを演じた他、武器を失った秀や壱が刀を使用するなど、シリーズの見所である殺し技のテクニック描写がきわめて少ない作品である。しかしこれは、限界まで追い詰められた仕事人達の死闘を描くため、TVシリーズでは定番の殺しを魅せる様式美的なものを排除し、仕事人達の本気の戦いに重点を置いたためである。
- 準備稿から決定稿の間に大きく改定されている[3]。特に大きなものは

1. 江戸城の金蔵に入るシーンは夢の中ではなく実際に起こったことである
2. 葉村で加代が出会ったのは竜ではなく弐と参
3. 秀とおこうは最後まで面識が無い
4. 壱と竜は生き残り、壱は真砂屋との死闘の後日、主水に惚れていたことを悟りつつ江戸を去っていく加代を見送る

- さらに編集される前の撮影フィルムは約3時間にも及び、これをさらに2時間あまりの劇場公開版に編集した。ただし未公開シーンのフィルムは全て破棄された。
- 以下の項目は書籍や予告編などで明確となっている未公開シーンである[4]。

1. 番頭に運ばれ小舟で湖を行く主水
2. 真砂屋の調査をする竜と政。独自で偵察を続ける壱
3. 筆頭同心田中ともめ事を起こしつつドブさらいをする参
4. 豪雨の中、刺客の集団を相手に一人で戦う秀
5. 切り込みの際、主水が寺の軒下で斬られた足を縛っている所に仕事人仲間たちが現れる
6. 曖昧なまま退場となった竜の死は明確で、決闘の後日加代が竜の死骸を目撃する

- 劇場パンフレットの解説によれば、参の惨殺場面の豪雨は本来、特効を用いて演出する予定だった。しかし本番当日、参役の鶴瓶が「泳いだ後のように疲れた」と語るほどの本物の豪雨が降り、撮影はその状況下で行われた。おかげで望遠から参の殺害場面を長回しで見せる迫力のある映像ができあがっている。